# Педро Калдерон де ла Барка
Педро Калдерон де ла Барка и Бареда Гонсалес де Хенао Руис де Бласко и Рианьо (на испански: Calderón de la Barca Henao de la Barreda y Riaño), по-често наричан само Педро Калдерон де ла Барка е драматург, поет и писател от епохата на Испанския златен век. По време на своя живот той също така е бил войник, както и римокатолически свещеник. Роден в поставеното от Лопе де Вега начало на Испанския златен век, Барка развива още повече драматургическото изкуство, а неговите творби са сочени за върхови за испанския бароков театър. Сочен е за един от най-изявените испански и световни драматурзи. Йохан Петер Екерман в книгата си „Разговори с Гьоте“ (1838 – 1846) казва, че според Гьоте, Калдерон де ла Барка стои по-високо от Шекспир, като дори неговите пиеси имат по-съвършена структура, поради непрекъснатата работа на Барка над тях.

## Биография
Калдерон е роден в Мадрид. Майка му, която е с фламандски произход, умира в 1610 г. Баща му, испански благородник с кантабрийски корени, е бил държавен ковчежник и умира в 1615 г. Калдерон е отгледан и възпитан от ордена на Обществото на Исус (на латински: Societas Iesu, S.J. и S.I.; йезуити). Обучаван е да бъде покорен изпълнител на повелите на ордена, но вместо това заминава да учи право в Саламанка. Между 1620 и 1622 г. Калдерон де ла Барка спечелва няколко театрални конкурса в чест на свети Исидор, в Мадрид. Дебютът на Барка е с пиесата „Любов, чест и власт“, играна за пръв път в Кралския дворец на 29 юни 1623 г. Тази пиеса е последвана от още две в същата година: Смутената гора и Макавеите. През следващите две десетилетия Калдерон де ла Барка написва повече от 70 пиеси, повечето от които са на обществени теми и са предназначени за градските театрални салони.
Според един от неговите биографи, Вера Тасис, Калдерон е служил в испанската армия в Италия и Нидерландия между 1625 и 1635 г., но има много документи, според които Калдерон е пребивавал в Мадрид през цялото това време. В началото на 1629 един от братята на Барка е намушкан с нож от някакъв актьор, който се скрива в един манастир; Калдерон, заедно с един от другите си братя и стражи нахлува в манастира, за да накаже виновника (в същия манастир по това време е монахиня една от дъщерите на колегата на Барка Лопе де Вега). Един от уважаваните проповедници по това време Хортензио Феликс Парависино, заклеймява езика на пиесите на Калдерон де ла Барка пред Крал Филип IV; Калдерон си отмъщава в пиесата Вечният принц, като имитира цветистата реторика на Парависино. След това Калдерон е наказан с три дни домашен арест и е заставен да махне от пиесата си пасажа, засягащ Парависино.
След смъртта на Лопе де Вега в 1635 г., Калдерон де ла Барка е припознат за най-големия драматург на столетието. Педро Калдерон си спечелва уважението дори на кралския двор и някъде около 1636 – 1637 г. крал Филип IV го прави рицар на Ордена на Сантяго. Барка вече е спечелил краля за поръчката на няколко зрелищни пиеси за новопостроената театрална зала в кралския дворец Буен Ретиро.
На 28 май 1640 г. той се присъединява към отряд тежко въоръжени конници, предвождани от Гаспар де Гусман, граф на Оливарес, който по това време участва в Каталонската кампания. В тази кампания, при Тарагона, Барка се отличава със смелостта си в битка. Скоро обаче здравето му се влошава и през ноември 1642 г. той се оттегля, а три години по-късно, му е присъдена специална пенсия, заради заслугите му на бойното поле.
Биографията му в следващите няколко години е неясна. В 1647 г. умира брат му Диего Калдерон. През 1647 или 1649 г. му се ражда син – Педро Хосе, от неизвестна жена, която умира скоро след раждането. Калдерон поверява сина си на грижите на племенника си Хосе, син на Диего Калдерон. Вероятно заради тези семейни несгоди Педро Калдерон става монах в ордена на свети Франциск в 1650 г., а по-късно се присъединява към свещеническото съсловие. Ръкоположен е в 1651 г. и служи в църквата „Свети Салвадор“ в Мадрид. Според негово заявление от 1652 г., Педро Калдерон спира да пише светски пиеси за градските театри. Въпреки това той пише няколко пиеси на митологична тема, а също така и редица религиозни пиеси. Тези религиозни пиеси представляват едноактно действие-алегория, чрез която се изобразява тайнството на Евхаристията. Създавани са, за да бъдат играни на празника Тялото Господне (Corpus Christi). В 1662 г., две от религиозните пиеси на Калдерон „Военни поръчки“ (Las órdenes militares) „Вавилон – истински и мистичен“ (Mística y real Babilonia), стават обект на разследване от Инквизицията. Втората пиеса е забранена, конфискувана е и остава под запрещение до 1671 г.
През 1663 г. Калдерон е избран за почетен капелан на Филип IV и продължава да заема този пост и при наследника му. На 81 години пише последната си светска пиеса „Хадо и Дивиса Леонидо и Марфиса“ (Hado y Divisa de Leonido y Marfisa) в чест на сватбата на Шарл II с Мария Луиза Орлеан. Въпреки голямата му популярност и положението, което е заемал в кралския двор, последните години от живота си Педро Калдерон де ла Барка прекарва в бедност. Със смъртта си той оставя театрите сираци, в които е смятан за един от най-добрите драматични писатели на своето време.

## Стил
С Калдерон започва втората фаза от Испанския златен век в драматургията. Докато предшественикът на Барка – Лопе де Вега, създава основите на испанския театър като пръв ползва определени театрални форми, то Педро Калдерон като негов наследник доразвива и усъвършенства създаденото. Силата на Лопе де Вега е в спонтанността и естествеността на характерите и ситуациите, а на Калдерон в умението за създаване на красиви поетични картини, драматични ситуации и философска проникновеност. Калдерон де ла Барка е перфекционист и преработва многократно пиесите си, дълго след тяхната премиера. Забележително е, че не само Калдерон преработва пиесите си, но други автори – негови съвременници също се занимават с текстовете на пиесите му, като задълбочават единството на действието, усложнеността на ситуацията и психологическата дълбочина на характерите. Калдерон изпъква силно пред останалите творци от Златния век в жанра на „религиозната драма“ – там той се показва като неизчерпаем източник на нови трактовки на познати религиозни сюжети. Написал е 120 комедии, 80 религиозни драми и 20 кратки комични пиеси.
Според Гьоте вниманието на Калдерон де ла Барка е насочено основно върху драматичната структура на пиесите му. Ето защо той намалява броя на сцените спрямо това, което е правил Лопе де Вега. За да избегне излишество и натоварваща орнаменталност, Педро Калдерон намалява дори броя на различните характери в пиесите си и така постига по-силно стилистично единство на текста и внушението. Поетичното и драматургичното наследство на Калдерон де ла Барка са пример за отрицание на гонгоризма (модно течение в испанската литература през Златния век, свързвано с името на създателя му Луис де Гонгора и Арготе, което се изразява в пищен език, множество метафори и замъгляване на смисъла зад словесни орнаменти). Това отрицание се изразява в отказа на Барка да ползва метафори, винаги когато е възможно, а тогава когато се налага да прибегне до употребата им, той внимава те да са пределно познати на публиката и с популярен характер. Заедно с това обаче Барка има вкус към символистични елементи, например – падане от кон в пиесите му може да означава опозоряване или загубване на достойнство; в друг случай пиесите му започват с разчитане на хороскоп или някакъв вид гадателство, според което по-нататък в пиесата трябва да се случи нещо – напротив, последващото действие напълно опровергава предсказаното, за да изобрази иманентната неяснота на бъдещото. В този дух, вероятно повлиян от Сервантес, Калдерон много ясно осъзнава фикционалността на своите произведения, както и че бароковите пиеси имат напълно синтетичен характер като изкуство. С цел да изобличи това Барка често кара героите си да коментират насмешливо репликите, които самите те произнасят като поставени в устата им от амбициозния автор. Най-важните и чести теми в пиесите му са силно повлияни от йезуитското му образование. Като поклонник на свети Тома Аквински и Франсиско Суарес, Барка обича да противопоставя разум на чувства, интелект на инстинкт, желание и воля. Както много други творци от Златния век на испанската литература и Барка изповядва житейски песимизъм в пиесите си, който е смекчен само от рационализма му и вярата му в Бог. Пример за изобразяване на мъка и страдание, обичайни за творчеството му, откриваме в една от най-известните му пиеси – „Животът е сън“, където главният герой Сегисмундо казва:
| „ | ¿Qué es la vida? Un frenesí. ¿Qué es la vida? Una ilusión, una sombra, una ficción, y el mayor bien es pequeño. ¡Que toda la vida es sueño, y los sueños, sueños son! Превод: Какво е животът? Безумие. Какво е животът? Илюзия, Сянка, измислица, От която облагата е малка; Целият живот е сън, А сънят не е нищо друго освен сън! | “ |

Темите в пиесите на де ла Барка са сложни и философски, изобразяват драматични моменти от състоянието на човешката душа по начин, който е постигнат само от малцина други драматурзи. Както съвременника си Грасиан, Калдерон признава за достойни за изобразяване само най-дълбоки чувства и душевни дилеми.
Поради това че пиесите му са играни в кралския дворцов театър, Барка е имал достъп до последните достижения на техниката за осъществяване на сценографията и декорите в пиесите си. Заедно с Косме Лоти, Барка измисля сложни сценографски решения, които използва в религиозните си драми, за да изобрази алегории, морални, философски и религиозни схващания.

## Рецепция
Забравен през 18 век, Барка е преоткрит в началото на 19 век от немските романтици. Аугуст Вилхелм Шлегел превежда Барка на немски и така възражда интереса към него като драматург; така Калдерон де ла Барка става заедно с Шекспир основна фигура в немския романтизъм. В следващите десетилетия Барка е превеждан и от Йохан Дитрих Гриес и Йозеф фон Айхендорф, а постановките на пиесите му са много популярни в Германия и Австрия. Сред режисьорите, които поставят пиеси на Барка, са Гьоте, Е.Т.А. Хофман и Йозеф Шрайфогел.
В двадесети век рецепцията на Барка е силно засегната от конкуренцията на Марселино Мендес и Пелайо, но отново се възражда във Великобритания.
На български език са преведени четири пиеси на Педро Калдерон де ла Барка: „Лекар на своята чест“, „Непреклонният принц“, „Невидимата дама“ и „Животът е сън“, в рамките на поредицата на издателство „Панорама“ – Световна драматургия. Преводът е на Стоян Бакърджиев.

## Като персонаж в съвременната литература
Педро Калдерон се появява като литературен герой в романа на Артуро Перез Реверте „Слънцето над Бреда“. Реверте използва историческия факт, че Барка е участвал във войните в Нидерландия. Барка се появява в сцена, в която, по време на превземането на град Удкерк след дълга обсада от испанците, помага на библиотекаря на кметството да спасят книги.

## Избрани пиеси
- Amor, honor y poder (Любов, чест и власт) (1623)
- El sitio de Breda (Обсадата на Бреда) (1625)

- La dama duende (Невидимата дама) (1629)
- Casa con dos puertas (Къща с две врати) (1629)
- La vida es sueño (Животът е сън) (1629 – 1635)
- El mayor encanto, amor (Любовта, най-голямото богатство) (1635)
- Los tres mayores prodigios (Трите най-големи чудеса) (1636)
- La Devoción de la Cruz (Поклонението на кръста или Испанската монахиня) (1637)
- El Mágico prodigioso (Великият магьосник) (1637)
- El médico de su honra (Лекар на своята чест) (1637)
- El Pintor de su deshonra (Художникът на позора) (1640s)
- El Alcalde de Zalamea (Саламейският съдия) (1651)
- Eco y Narciso (Ехо и Нарцис) (1661)
- La estatua de Prometeo (Статуята на Прометей)
- El Prodigio de Alemania (Чудото на Германия) (заедно с Антонио Коельо)

## Религиозни пиеси (Autos Sacramentales)
- La cena del rey Baltazar (Пиршеството на Балтазар)
- El Gran Teatro del mundo (Великата сцена на света)
- El Gran Mercado del mundo (Светът е панаир)